# Ройзман, Абрам Яковлевич
Абрам Яковлевич Ройзман (20 июля 1932, Бобруйск — 13 августа 2015, Минск) — советский и белорусский шахматист, мастер спорта СССР (1957), международный мастер ИКЧФ (1995), международный арбитр (1995). Работал учителем, инженером на Минском тракторном заводе.

## Биография
Научился играть в шахматы в родном Бобруйске у старшего брата в возрасте 7 лет, в 1947 занял 4-е место в чемпионате Бобруйска. Чемпион Бобруйской области (1948), неоднократный чемпион Минска (1949, 1950, 1952, 1956). Впервые выступил в полуфинале чемпионата БССР в 1949 и занял 3-е место. Дебютировал в финале чемпионата БССР в 1950 (4—5 места). Чемпион Белоруссии (1966), в 1967, 1970 и 1973 годах разделил 1—3 места. Победитель Мемориала Сокольского (1971), турнира мастеров Белоруссии и Прибалтики (1972), бронзовый призёр (в составе команды БССР) Спартакиады народов СССР (1963). Чемпион Беларуси по быстрым шахматам среди ветеранов старше шестидесяти лет (2002). Участник 24-х чемпионатов Белорусской ССР, в 1949—1979 годах входил в состав сборной команды Белоруссии.
Старший тренер сборной республики среди инвалидов по зрению, которая в 1996 году заняла 3-е место на Всемирной шахматной Олимпиаде.
Преподаватель и ведущий народной шахматной школы в Минском шахматном клубе. До 2013 г. руководил шахматным клубом «Ладья» при Республиканском центре олимпийской подготовки по шахматам и шашкам (г. Минск).
Долгое время вёл шахматные отделы в белорусских изданиях: «Народная воля», «Народная газета» и др.

## Книги
- 300 партий-миниатюр. Минск: Полымя, 1972. — 167 стр.
- Шахматисты Белоруссии (с соавторами). Минск: Беларусь, 1972.
- Шахматные дуэли. Минск: Беларусь, 1976.
- Шахматные миниатюры. 400 комбинационных партий. Минск: Полымя, 1978. — 216 стр.
- 444 сражённых короля. Минск: Полымя, 1987. — 270 стр.